# Toonerville Folks
Toonerville Folks (noto anche come The Toonerville Trolley That Meets All the Trains) è stato una popolare serie a fumetti  ideata da Fontaine Fox e pubblicato negli Stati Uniti d'America sui quotidiani dal 1908 al 1955. Esordì nel 1908 sul Chicago Post.
Nel 1995 fu una delle venti serie a fumetti incluse nella serie commemorativa di francobolli statunitensi Comic Strip Classics.

## Storia editoriale
Esordì nel 1908 sul Chicago Post e, dal 1913, venne distribuito in tutti gli Stati Uniti dalla Wheeler Syndicate e, dal 1930, dal McNaught Syndicate. Tra il 1934 e il 1940 la serie venne ristampata in formato comic book e pubblicata in testate come  All-American Comics, Famous Funnies and Popular Comics.

## Altri media
Lungometraggi
Tra il 1920 e il 1927 vennero realizzati 17 film muti ispirati alla serie a fumetti, sceneggiati da Fox stesso per la Philadelphia's Betzwood Film Company. Solo sette di questi sono ancora esistenti; quattro copie sono conservate nel Betzwood Film Archive presso il Montgomery County Community College, Blue Bell, Pennsylvania.
Cortometraggi a cartoni animati
Il primo dei tre cortometraggi a cartoni animati della serie Rainbow Parade realizzati dai Van Beuren Studios era un adattamento della serie a fumetti e venne distribuito dalla RKO Radio Pictures il 17 gennaio 1936. 
- Toonerville Trolley (17 gennaio 1936)
- Trolley Ahoy (3 luglio 1936)
- Toonerville Picnic (2 ottobre 1936)

Spot pubblicitari
Negli anni vari personaggi della serie sono comparsi come testimonial per spot pubblicitari.